# سینماهای ریگال
سینماهای ریگال (انگلیسی: Regal Cinemas) یک گروه سینمایی در ایالات متحده آمریکا است که دومین سینماهای زنجیره‌ای بزرگ در آمریکا است.
این شرکت که مقر آن در ناکسویل، تنسی است دارای ۵۶۴ مجموعه سینمایی و ۷٬۳۰۷ سالن است.

## نگارخانه

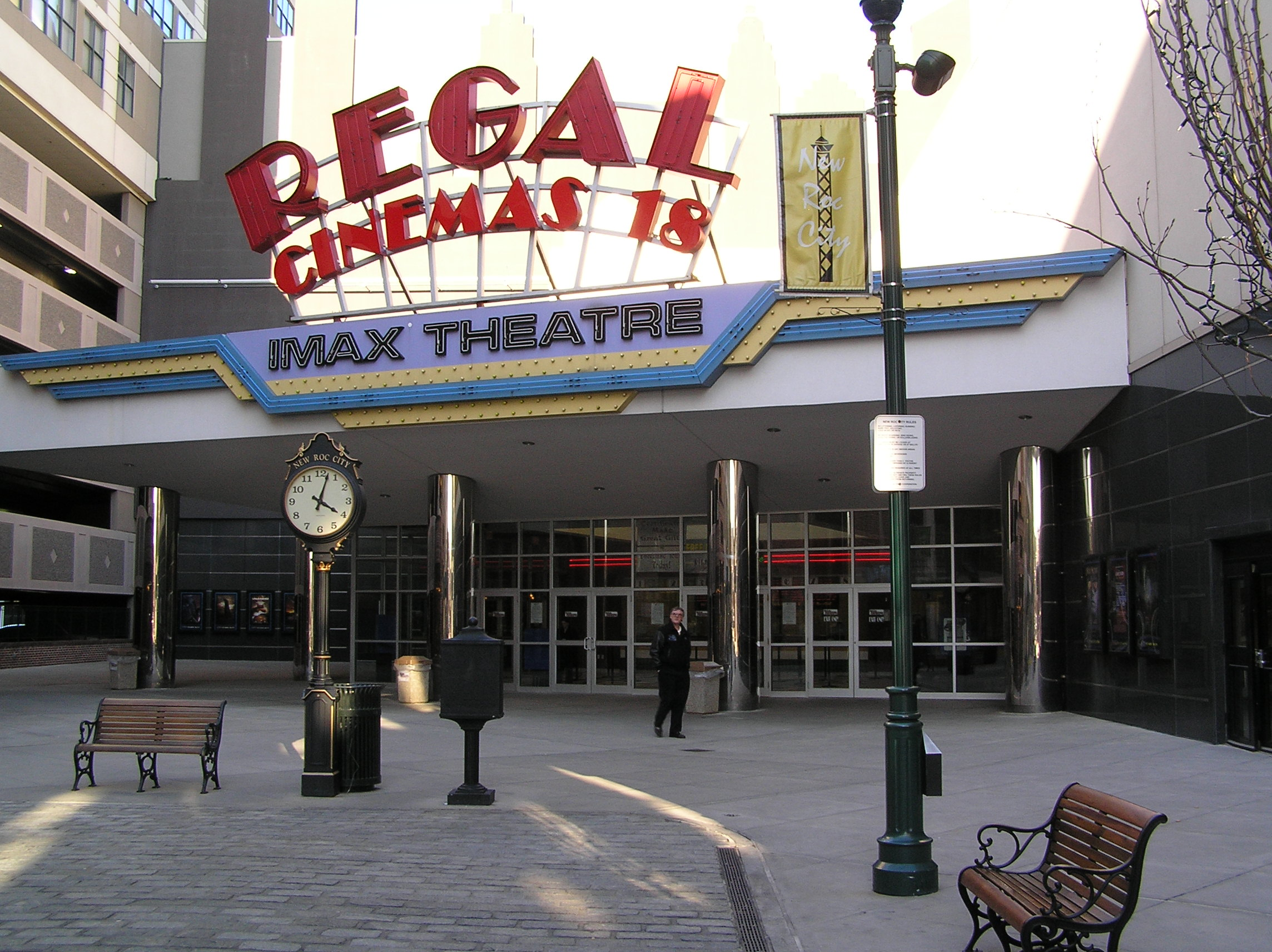
نیو راشل، نیویورک
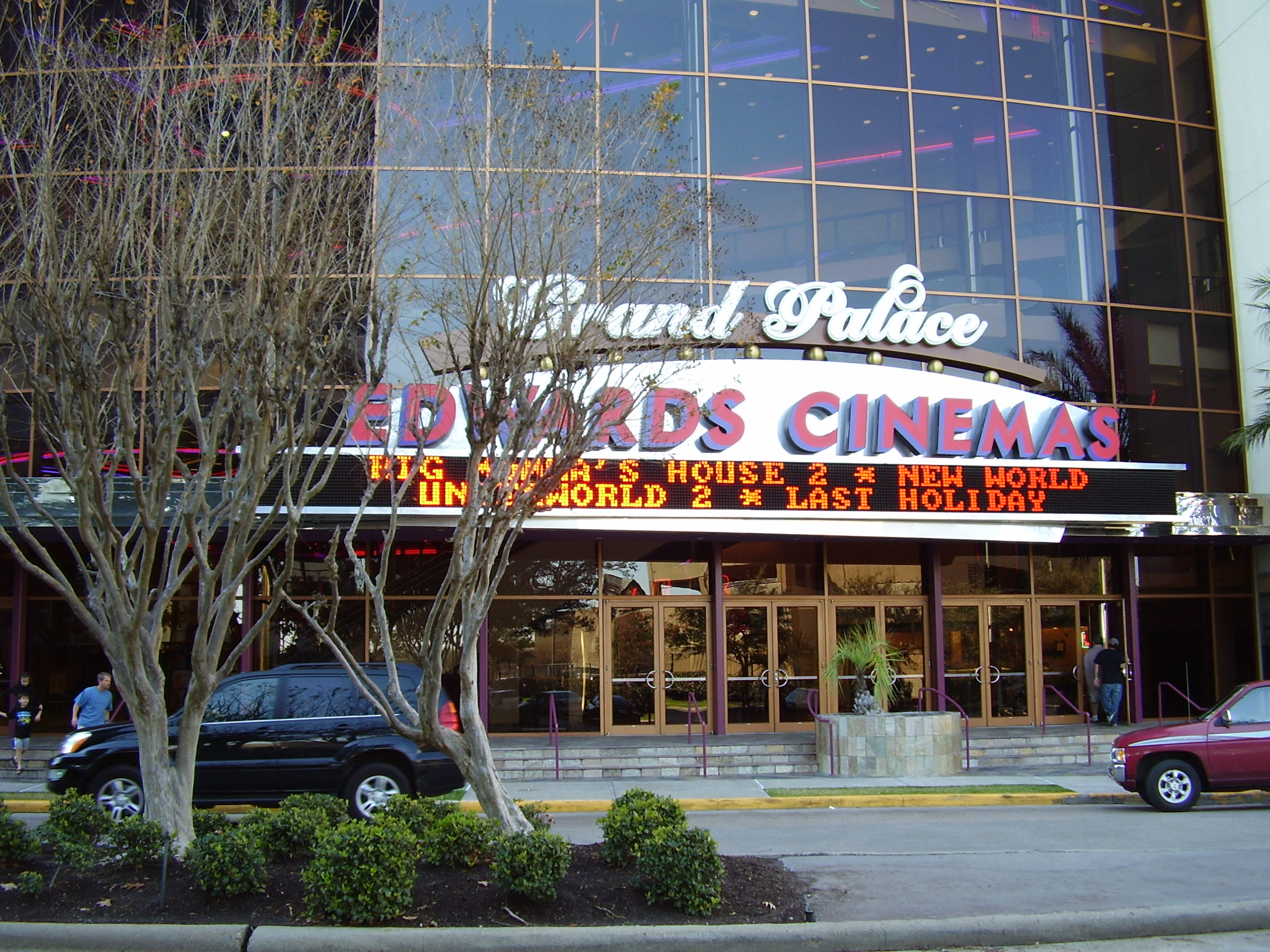
هیوستون
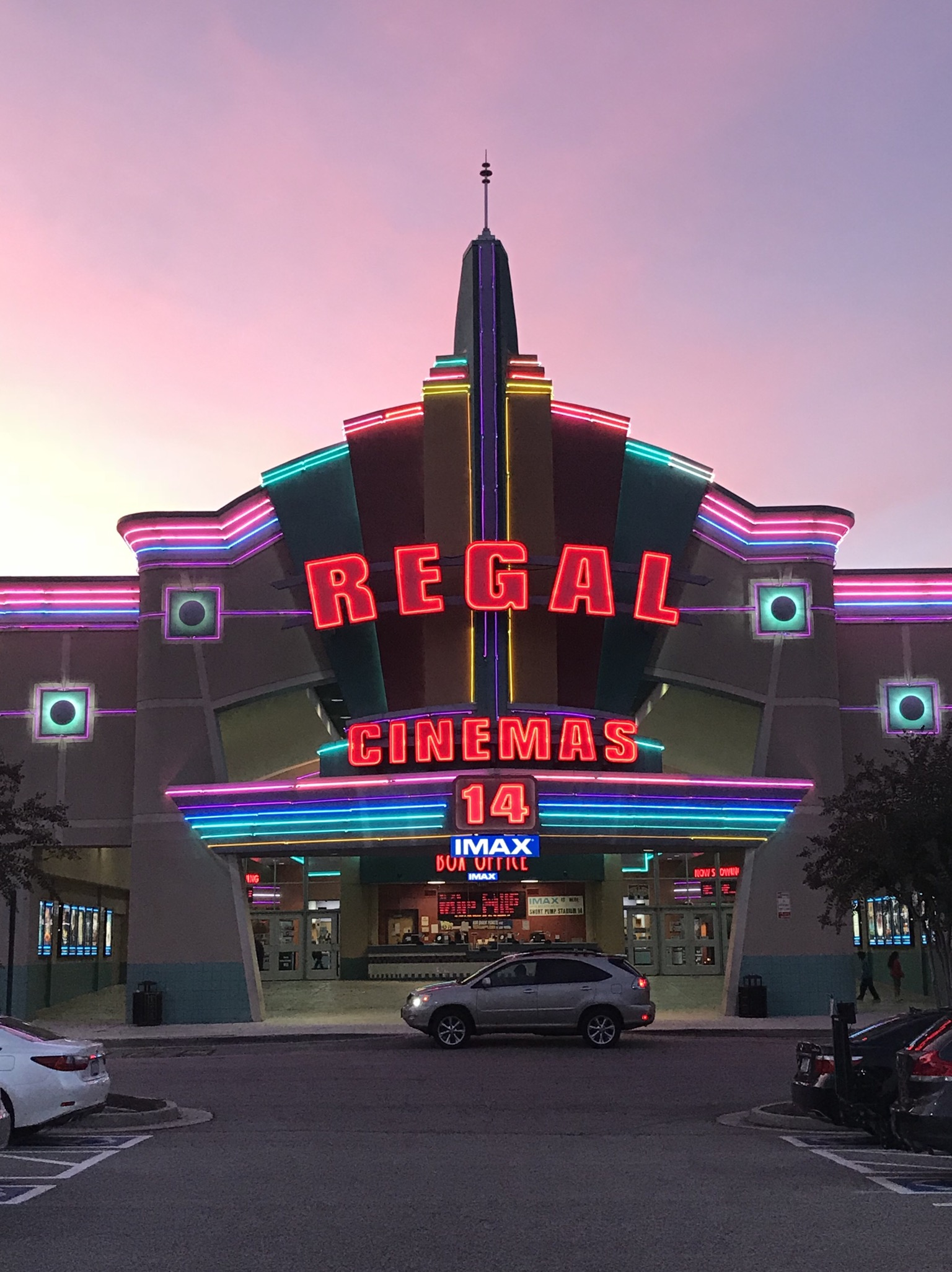
شورت پامپ، ویرجینیا
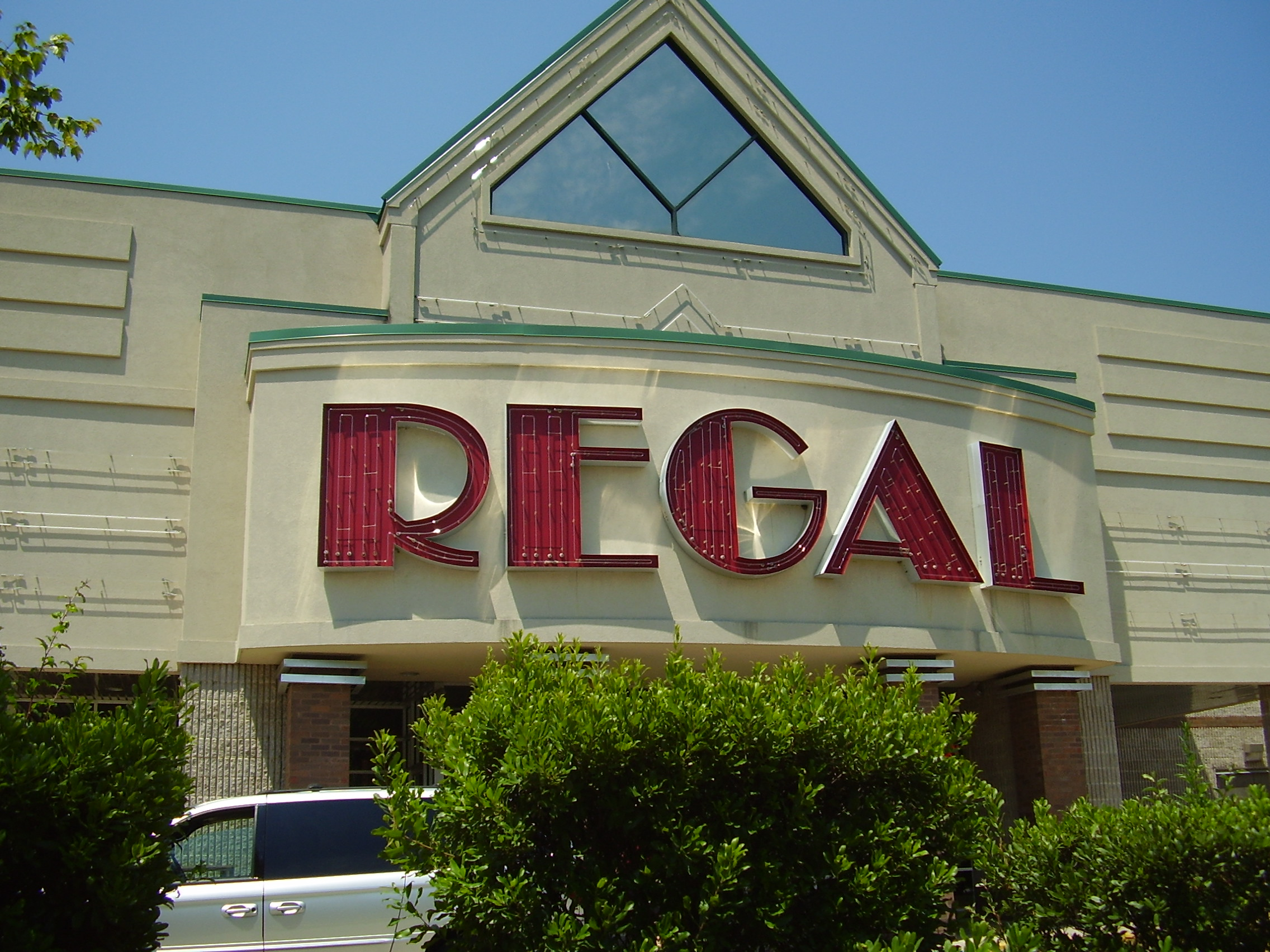
نیوتاون تاون‌شیپ